# Joel Díaz Braña
Joel Díaz Braña   (Santa Coloma de Gramenet, 22 de novembre de 1980) és un comunicador i humorista català. Treballa a l'APM? de TV3 i Catalunya Ràdio. També és un dels presentadors de La Sotana, un pòdcast d'humor sobre el Futbol Club Barcelona.

## Biografia
Tot i néixer a Santa Coloma de Gramenet, de petit els seus pares van anar a viure a Barcelona, a prop de la plaça de braus de La Monumental, i ell va anar a l'Escola Santa Anna. Després de cursar el COU, va entrar a la Universitat Pompeu Fabra on va començar la carrera de Ciències Polítiques, que va deixar al cap de poc. Finalment, acabaria cursant la carrera de Sociologia a la Universitat de Barcelona en vuit anys, mentre compaginava els estudis amb feines esporàdiques. Allà va conèixer l'humorista Magí "Modgi" Garcia, amb qui es va introduir al món de la comèdia a través del programa No som moderns de Boca Ràdio.
En acabar Sociologia, va començar a estudiar Comunicació Audiovisual a la Universitat Oberta de Catalunya. Durant un breu període, va fer unes pràctiques al departament d'esports de TV3. Acabada la carrera, començaria a treballar al departament de comunicació i màrqueting d'una consultora tecnològica. És durant aquest temps que comença a llaurar el seu personatge a Twitter amb el nom de Joel Cockburn. A partir d'això, coneix a Manel Vidal Boix i Andreu Juanola. Amb ells dos, Magí Garcia i Enric Gusó impulsen el projecte radiofònic de La Sotana que el duria a ser conegut. Amb ells també ha impulsat l'espai de monòlegs en català anomenat El Soterrani.
Aquesta etapa li obriria les portes al món audiovisual català a través del programa APM? que s'emet, en diferents formats, a TV3 i Catalunya Ràdio. Concretament, a TV3 és l'encarregat de la secció «Díaz de Fúria». A partir de la temporada 2021-2022, va presentar el programa L'última hora del matí de Catalunya Ràdio, juntament amb Quim Morales i Charlie Pee. Abans, però, havia passat una etapa com a coordinador de contingut web de la revista humorística El Jueves.
El 17 d'octubre de 2022 comença a presentar el programa diari Zona Franca a TV3, tot recuperant així la franja dels programes nocturns d'entrevistes a la televisió pública catalana. Aquesta tasca la compagina amb les col·laboracions habituals a L'última hora del matí de Catalunya Ràdio.
El 30 de gener de 2023, després de tres mesos d'emissió, Díaz va decidir que deixava el programa de TV3 en disconformitat per la decisió de la CCMA d'acomiadar el col·laborador Manel Vidal, per un gag on vinculava els «progres espanyolistes, votants del PSC» amb una esvàstica.

## Premis
El 2019 va guanyar el premi Web Negre que entrega el diari digital cultural Núvol.